# Rampur (Aligarh)
Rampur es una ciudad censal situada en el distrito de Aligarh en el estada de Uttar Pradesh (India). Su población es de 5499 habitantes (2011). 

## Demografía
Según el censo de 2011 la población de Rampur era de 5499 habitantes, de los cuales 2929 eran hombres y 2570 eran mujeres. Rampur tiene una tasa media de alfabetización del 80,16%, superior a la media estatal del 67,68%: la alfabetización masculina es del 86,68%, y la alfabetización femenina del 70,45%.